# River Road Provincial Park
River Road Provincial Park är en park i Kanada.   Den ligger i provinsen Manitoba, i den sydöstra delen av landet, 1 700 km väster om huvudstaden Ottawa. River Road Provincial Park ligger 227 meter över havet.
Terrängen runt River Road Provincial Park är mycket platt.Runt River Road Provincial Park är det glesbefolkat, med 12 invånare per kvadratkilometer.. Närmaste större samhälle är Selkirk, 12,2 km nordost om River Road Provincial Park. 
Omgivningarna runt River Road Provincial Park är en mosaik av jordbruksmark och naturlig växtlighet.